# 1889 au Nouveau-Brunswick
Chronologie du Nouveau-Brunswick
- 1885
- 1886
- 1887
- 1888
- 1889
- 1890
- 1891
- 1892
- 1893

Cette page concerne des événements survenus en 1889 dans la province canadienne du Nouveau-Brunswick.

## Naissances
- 3 novembre : George Percival Burchill, député et sénateur.
- 20 novembre : John Babbitt McNair, premier ministre et lieutenant-gouverneur du Nouveau-Brunswick.

## Décès
- 5 juin : John Hamilton Gray, premier ministre du Nouveau-Brunswick.